# Merophyas calculata
Merophyas calculata är en fjärilsart som beskrevs av Edward Meyrick 1910. Merophyas calculata ingår i släktet Merophyas och familjen vecklare. Inga underarter finns listade i Catalogue of Life.